# Alexander William Williamson
Alexander William Williamson (1. května 1824 – 6. května 1904) byl anglický chemik. Známý je především díky Williamsonově syntéze éteru.

## Životopis
Narodil se v roce 1824 ve Wandsworthu v Londýně jako druhé ze tří dětí úředníka Alexandra Williamsona a jeho manželky Antonie McAndrewové. Přestože byl tělesně slabý, ztratil zrak na jedno oko a levou ruku měl z velké části nepoužitelnou, vyrůstal v pečujícím a intelektuálním prostředí. Po dětství stráveném v Brightonu a následných školách v Kensingtonu se v roce 1841 zapsal na univerzitu v Heidelbergu. Po práci pod vedením Leopolda Gmelina přešel na univerzitu v Giessenu, kde pracoval s Justusem von Liebigem. V roce 1845 zde získal doktorát. Poté strávil tři roky v Paříži studiem matematiky u Augusta Comta.
V roce 1849 byl s podporou Thomase Grahama jmenován profesorem analytické a praktické chemie na University College London. Od Grahamovy rezignace v roce 1855 až do svého odchodu do důchodu v roce 1887 zastával také funkci profesora obecné chemie.
V roce 1855 se oženil s Emmou Catherine Keyovou. Měli spolu dvě děti.
Zemřel 6. května 1904 v High Pitfold, Shottermill nedaleko Haslemere v hrabství Surrey v Anglii. Pohřben byl na hřbitově Brookwood.
Za svou práci o obdržel v roce 1862 medaili od Královské společnosti, jejímž členem se stal v roce 1855 a v letech 1873 až 1889 působil jako zahraniční tajemník. Dvakrát byl prezidentem Londýnské chemické společnosti, a to v letech 1863 až 1865 a 1869 až 1871.